# 常陸坊海尊

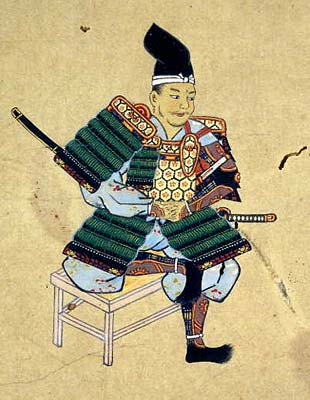
常陸坊海尊（源義経公東下り絵巻）

常陸坊 海尊（ひたちぼう かいそん、生没年未詳）は、『源平盛衰記』『義経記』『平家物語』に登場する人物。園城寺または比叡山の僧であったとされ、義経四天王の一人に数えられることもある。

## 生涯
源義経の家来となった後、武蔵坊弁慶らとともに義経一行と都落ちに同行し、義経の最後の場所である奥州平泉の藤原泰衡の軍勢と戦った衣川の戦いでは、源義経の家来数名とともに山寺を拝みに出ていたために生き延びたといわれている。

## 源義経の遺児伝承
栃木県真岡市にある遍照寺の古寺誌によると、常陸坊海尊は藤原秀衡の命を受け源義経の子経若を常陸入道念西（伊達朝宗）に託したとの伝承がある。
- 遍照寺の古寺誌

また、青森県弘前市新寺町の圓明寺（円明寺）の縁起には「千歳丸のちの経若丸は源義経の子であり、千歳丸を常陸坊海尊に託し、常陸介念西に預け後に養子にした。その後は行方知れず。」との伝承もある。

## 伝承・伝説
- 衣川の戦いで生き延びた海尊はその後、不老不死の身となり（400年位生きていたとも伝えられている。生没年は不明）。源平合戦や義経伝説を見てきたように語っていたと伝えられている。
- 江戸時代初期に残夢という老人が源平合戦を語っていたのを人々が海尊だと信じていた、と『本朝神社考』に林羅山が書いている。
- 岩手県洋野町には海尊の墓であると言い伝えられた古い石碑がある。

## 関連作品
戯曲
- 秋元松代『常陸坊海尊』（1964年初演）